# Homosexualitet i Sovjetunionen
Homosexualitet i Sovjetunionen var efter ryska revolutionen 1917 legaliserat, men kriminaliserades åter 1933, förtegs och ansågs även vara ha fascistiska kopplingar.

## HBT-rättigheter under Lenin 1917–1933
Den ryska kommunisten Inessa Armand godkände öppet både feminism och fri kärlek, men behandlade aldrig direkt HBT-rättigheter. Sovjetunionens kommunistiska parti legaliserade skilsmässa, abort och homosexualitet när de avskaffade de gamla tsarryska lagarna efter ryska revolutionen 1917. Inledningsvis hölls dessa liberala lagar på plats i den sovjetiska brottsbalken. Emellertid tillämpades legaliseringen av privata homosexuella relationer (i samförstånd mellan vuxna) enbart i Ryssland. Homosexualitet eller sodomi fortsatte vara brottsligt i Azerbajdzjan (där homosexualitet blev officiellt kriminaliserat 1923), liksom i Georgiska SSR samt de centralasiatiska sovjetrepublikerna genom hela 20-talet. Liknande lagar antogs i Uzbekistan 1926 och i Turkmenistan följande år  även om det fortfarande är oklart varför homosexualitet var lagligt respektive olagligt i olika delar av unionen.
Sovjetunionen skickade delegater till det tyska institutet för sexualvetenskap, liksom till några internationella konferenser som berörde mänsklig sexualitet. Dessa uttryckte stöd för privata homosexuella relationer i samförstånd mellan vuxna. På 1930-talet, tillsammans med ökat förtryck av politiskt oliktänkande och icke-ryska nationaliteter under Stalin, infördes officiell censur av regeringen, och en enhetligt hårdare policy i hela Sovjetunionen.

## HBT-historia under Stalin: 1933–1953
1933 lades artikel 121 till i den sovjetiska brottsbalken för hela unionen. Artikeln förbjöd uttryckligen manlig homosexualitet, och belade det med straff upp till fem års straffarbete i fängelse. Den exakta anledningen till denna nya lags tillkomst är fortfarande oklar.
Några historiker har föreslagit att Josef Stalins antagande av artikel 121, liksom kriminaliseringen av abort, var ett försök till att öka födelsetalen i Sovjetunionen samt bygga upp en bättre relation till de konservativa krafterna i den Östortodoxa kyrkan. Andra har noterat att det var under denna tid som sovjetisk propaganda började skildra homosexualitet som ett tecken på fascism, och att artikel 121 möjligen var ett simpelt politiskt instrument att använda mot oliktänkande, oavsett deras verkliga sexuella läggning, samt för att stärka den sovjetiska oppositionen mot Nazityskland, som hade brutit sitt fördrag med Sovjetunionen.
Relativt nyligen har det dykt upp en tredje hypotes, som bygger på tidigare hemligstämplade sovjetiska dokument. Utöver skräcken för en stor "kontrarevolutionär", eller fascistisk, homosexuell konspiration, uppmärksammades en del arresteringar av sovjetiska män anklagade för pedofili. 1933 blev 130 män "anklagade för att vara 'pederaster' – vuxna män som har sex med pojkar. Då det saknas källor från denna tid som rör huruvida männen de facto hade sex med pojkar, är det möjligt att termen användes som en grov och bred etikett för just homosexualitet." Oavsett den precisa anledningen, fortsatte homosexualitet att vara en allvarlig kriminell handling tills lagen upphörde 1993.
Den sovjetiska regimen uttryckte själv mycket lite officiellt om lagändringen, och få sovjetiska medborgare verkar ha varit medvetna om dess existens. 1934 skrev den brittiske kommunisten Harry Whyte ett långt brev till Stalin där han fördömde lagen och dess skadliga motiv. Han markerade en marxistisk ställning mot förtryck av homosexuella, och jämförde homofobi med rasism, främlingsfientlighet och sexism. Även om brevet inte fick ett formellt svar skrev den sovjetiske författaren Maksim Gorkij en artikel, publicerad i både Pravda och Izvestija, med rubriken "Proletär humanism". Artikeln verkade avvisa Whytes argument ett efter ett. Gorkij avvisade tanken på att homosexuella skulle vara en social minoritet, och argumenterade för att Sovjetunionen behövde motarbeta homosexualitet för att skydda ungdomen och kämpa mot fascismen.
1936 uttryckte rättvisekommissarien Nikolai Krylenko officiellt att artikel 121 var korrekt riktad mot de dekadenta och slitna gamla härskarklasserna, och förstärkte därmed tanken på en koppling mellan homosexualitet och en högerkonspiration, det vill säga tsartidens aristokrati och tyska fascister.

## HBT-historia post-Stalin: 1953–1991
När Stalin kom till makten blev homosexualitet ett ämne olämpligt för allmän skildring, försvar eller diskussion. Homosexuella eller bisexuella sovjetiska medborgare som önskade en plats i Sovjetunionens kommunistiska parti, förväntades gifta sig med en person av det motsatta könet, oavsett sin egentliga sexuella läggning. Ett exempel var den ryska regissören Sergej Eisenstein, som trots sin homosexualitet lyckades överleva genom att leva ett dubbelliv. Han hade relationer med män, men var gift med en kvinna, och producerade filmer som politiskt gladde Stalin.
Efter att Stalin avled 1953 efterträddes han av Nikita Chrusjtjov, som liberaliserade stalinerans lagar som rörde giftermål, skilsmässa och abort. Lagen som kriminaliserade homosexualitet bestod emellertid.
På 1970- och 80-talen förändrades censurlagarna som berörde homosexualitet så sakteliga. Den ryske homosexuelle poeten Yevgeny Kharitonov spred illegalt litterära alster med homosexuellt innehåll innan han avled 1981. Författaren Gennady Trifonov bestraffades med fyra års straffarbete för att ha spridit dikter med homosexuella skildringar och fick efter sin frigivning lov att fortsätta författa, med villkoret att han undvek att skildra eller referera till homosexuella handlingar. Vicktor Sosnora tilläts skriva om bevittnandet av hur en äldre homosexuell skådespelare blev brutalt mördad i novellsamlingen The Flying Dutchman 1979, men boken var dock publicerad i Östtyskland. Kozlovsky fick lov att inkludera en kort inledande monolog om homosexualitet i Moscow to the End of the Line (1973). 1984 försökte en grupp ryska homosexuella män starta en officiell organisation för homosexuellas rättigheter, men den stängdes effektivt av KGB. Under den senare glasnost-perioden tilläts några diskussioner om att åter legalisera homosexualitet mellan vuxna i den privata sfären. 1989–90 fick en moskvabaserad organisation för homosexuellas rättigheter lov att existera. Organisationen leddes av Yevgeniya Debryanskaya, och Roman Kalinin fick även lov att publicera tidningen Tema för homosexuella.
Lagarna som förbjöd homosexualitet avskaffades först 1993, efter Sovjetunionens fall.